# Дорлисхајм
Дорлисхајм (фр. Dorlisheim) насеље је и општина у источној Француској у региону Алзас, у департману Доња Рајна која припада префектури Молсхајм.
По подацима из 2011. године у општини је живело 2493 становника, а густина насељености је износила 216,22 становника/km². Општина се простире на површини од 11,53 km². Налази се на средњој надморској висини од 182 метара (максималној 373 m, а минималној 172 m).

## Демографија
| 1962. | 1968. | 1975. | 1982. | 1990. | 1999. | 2011. |
| ----- | ----- | ----- | ----- | ----- | ----- | ----- |
| 1.902 | 2.008 | 2.078 | 2.149 | 2.128 | 2.167 | 2.493 |

График промене броја становника у току последњих година